# Gaertnera schatzii
Gaertnera schatzii är en måreväxtart som beskrevs av Simon T. Malcomber. Gaertnera schatzii ingår i släktet Gaertnera och familjen måreväxter. Inga underarter finns listade i Catalogue of Life.